# Leptogenys pruinosa
Leptogenys pruinosa é uma espécie de formiga do gênero Leptogenys, pertencente à subfamília Ponerinae.